# Vinbergs församling
Vinbergs församling var en församling i Falkenbergs kommun i Hallands län. Församlingen uppgick 2010 i Vinberg-Ljungby församling.
Församlingskyrka var Vinbergs kyrka.

## Administrativ historik
Församlingen har medeltida ursprung.
Församlingen var till 1962 moderförsamling i pastoratet Vinberg och Stafsinge. Från 1962 till 2010 annexförsamling i pastoratet Vinberg och Ljungby.  Församlingen uppgick 2010 i Vinberg-Ljungby församling.
Församlingskod var 138211.